# Раух, Оттон Егорович
Оттон Егорович Раух (1834—1890) — генерал-лейтенант, участник русско-турецкой войны 1877—1878 годов.

## Биография
Происходил из дворян Эстляндской губернии, родился 16 января 1834 года.
Был принят во 2-й класс Главного немецкого училища (Петришуле) летом 1844 года. Затем учился в Школе гвардейских подпрапорщиков и кавалерийских юнкеров. Был выпущен 7 августа 1851 г. на службу прапорщиком в лейб-гвардии Преображенский полк, откуда через два года поступил в чине поручика в Императорскую военную академию, курс в которой окончил в 1855 г. и, получив за отличные успехи в науках чин штабс-капитана, был назначен на службу в гвардейский Генеральный штаб, где в течение 25 лет и занимал различные должности.
С 1857 до 1865 гг. он был дивизионным квартирмейстером в кавалерийской и пехотных дивизиях гвардейского корпуса, а также занимал должность обер-квартирмейстера Отдельного гренадерского корпуса, в 1862 г. был произведён в полковники, затем состоял в распоряжении военного министра и генерал-квартирмейстера штаба его императорского величества, а в 1865 г. назначен начальником штаба заведывающего военно-сухопутной частью в Кронштадте.
В 1864 г. Раух был также начальником штаба 14-й пехотной дивизии, а в 1865 г. — 24-й, затем был назначен помощником начальника штаба Одесского военного округа и 30 августа 1868 г. произведён в генерал-майоры (со старшинством с 30 августа 1869 г.).
С мобилизацией штаба действующей армии, в ноябре 1876 г., Раух был назначен для особых поручений при главнокомандующем действующей против турок армией и успешно исполнил ряд поручений его: перешёл границу в составе 1-й бригады 32-й дивизии, участвовал в делах у Барбашского моста и Ольтеницы, а также в перестрелке Турнских батарей с крепостью Никополь.
По переходе через Дунай он был назначен в 1877 г. помощником начальника передового отряда, сформированного под начальством генерал-адъютанта Гурко. В этой должности Раух участвовал во всех делах передового отряда. Перейдя через Дунай, он направился к Тырнову; трудно доступный Хаинкиойский перевал (проход через Балканы) им был приведён в состояние, возможное для следования не только кавалерии и пехоты, но и артиллерии. Во время действий передового отряда за Балканами Раух был самым деятельным помощником начальника отряда как в управлении действующими войсками, так и в исполнении различных административных и хозяйственных поручений.
19 июля 1877 года войска передового отряда должны были одновременно вести бой с отрядом Реуфа-паши и с армией Сулеймана-паши. Раух в то время был при генерал-адъютанте Гурко, сражавшемся с отрядом Реуфа. Когда пришло известие, что наши войска атакованы армией Сулеймана и находятся в безвыходном тяжёлом положении, Раух получил приказание принять начальство над атакованными войсками; он поскакал через ряды отряда Реуфа-паши, не обращая внимания на опасность, принял командование отрядом, быстро ознакомился с положением дела и отразил нападение Сулеймана-паши; затем, видя численное превосходство врагов, он отступил с отрядом к Казанлыку, оттуда к Шипке, и здесь уже привел сильно расстроенный неравным боем отряд в порядок. За это дело Раух был награждён орденом св. Георгия 4-й степени
В воздаяние за отличие при переходе чрез Балканы и за личную храбрость и распорядительность в делах при Ханкиой и Казанлыке.
Назначенный временно командующим 1-й гвардейской пехотной дивизией, Раух напутствовал энергичными словами лейб-гвардии Измайловский полк при штурме Горного Дубняка. Благодаря распорядительности командующего, полки 1-й гвардейской пехотной дивизии много способствовали сдаче Османа-паши под Плевной.
Когда Гурко двинулся к Балканам, на долю Рауха выпало командовать колонной, направленной в обход сильной турецкой позиции под Правцем. Пришлось с невероятными усилиями то поднимать орудия в заоблачные выси, то спускать их в глубину ущелья реки Искера. Люди умирали от истощения; Раух своей твердостью подавал другим пример к преодолению препятствий, неприятельская позиция была достигнута, противник атакован и отброшен в Орханийскую долину. Тогда почти все предгория Балкан очутились в наших руках.
При переходе через главный Балканский хребет Раух командовал авангардом главных сил, сбил неприятеля с Нечашевской позиции и прервал сообщение турецкой армии с Софией. В Такшисенском бою он выбил неприятеля из трёх редутов, а вскоре за тем, на берегах Искера, разбил наголову высланные против него из Софии войска. После трёхдневного филиппопольского боя дивизия Рауха расположилась бивуаком в виду Константинополя. Во время продолжительной стоянки под Сан-Стефано в дивизии свирепствовал тиф; Раух ежедневно посещал санитарные учреждения и оказывал больным деятельную помощь.
1 января 1878 г. Раух был удостоен ордена св. Георгия 3-й степени
В воздаяние отличнаго мужества и храбрости, оказанных в разновременных делах с Турками в 1877 году.
Также за боевые отличия во время русско-турецкой войны Раух был награждён золотой саблей с надписью «За храбрость», орденом св. Анны 1-й степени с мечами (в 1877 г.) и 25 августа 1878 г. назначен в Свиту Его Величества.
По окончании войны Раух был произведён в генерал-лейтенанты (17 апреля 1879 г.), назначен начальником 22-й пехотной дивизии, а в 1889 г. командиром 15-го армейского корпуса. Среди прочих наград Раух имел ордена св. Станислава 1-й степени (1874 г.), св. Владимира 2-й степени (1881 г.) и Белого Орла (1884 г.).
Умер 29 июля 1890 г. в Варшаве. Его сын — Георгий Оттонович — был генералом от кавалерии, во время Первой мировой войны командовал поочерёдно 1-м и 2-м гвардейскими корпусами.